# Chopjor
Der 979 km lange Chopjor (russisch Хопёр, deutsch auch Choper) ist ein linker Nebenfluss des Don im europäischen Teil Russlands.
Der Fluss entspringt am Westrand der Wolgaplatte südwestlich der Stadt Pensa. Von dort fließt er in südliche Richtungen bis zu seiner Mündung in den Don. Sein Einzugsgebiet beträgt 61.100 km² und auf 323 km ist er schiffbar.